# Hiziel de Souza Soares
Hiziel de Souza Soares (* 16. Mai 1985 in Manaus), auch bekannt als Soares, ist ein brasilianischer Fußballspieler.

## Karriere
Seinen ersten Vertrag unterschrieb Soares 2005 beim Nachwuchsaufbauklub Junior Team Futebol in Londrina. Bis 2001 war das Team ein Teil von Londrina EC. Über die brasilianischen Stationen, Figueirense FC (2006), Fluminense FC (2007), Grêmio FBPA (2008), Cruzeiro EC (2009–2010), EC Vitória (2010), AA Ponte Preta (2011), América FC (RN) (2012), Chapecoense (2013–2014), Vila Nova FC (2014), Botafogo FC (PB) (2015), Clube Náutico Marcílio Dias (2015), Grêmio Esportivo Brasil (2015), Villa Nova AC (2016), Ríver AC (2016), Hercílio Luz FC (2016) und Madureira EC (2017) wechselte er 2018 nach Thailand. Hier unterschrieb er einen Vertrag in Chiangmai beim Zweitligisten Chiangmai FC. Mit dem Verein wurde er Dritter der Thai League 2 und stieg somit in die Erste Liga, die Thai League, auf. Der Zweitligaaufsteiger JL Chiangmai United FC, ebenfalls aus Chiangmai, lieh ihn die Saison 2019 aus. Hier absolvierte er 32 Spiele und schoss dabei 12 Tore. 2020 verließ er Thailand und ging zurück in seine Heimat. Hier schloss er sich dem Lagarto FC aus Lagarto an.

## Erfolge
Figueirense FC
- Staatsmeisterschaft von Santa Catarina: 2006

Fluminense FC
- Copa do Brasil: 2007